# Juan Andrés
Juan Andrés y Morell (Planes, Alicante, 15 de febrero de 1740-Roma, 12 de enero de 1817) fue un sacerdote jesuita español y escritor en lenguas española, italiana y latina, además de humanista, científico y crítico literario de la Ilustración, padre de la Literatura comparada  universal. Es considerado la principal figura de la Escuela Universalista Española del siglo XVIII.

## Biografía intelectual

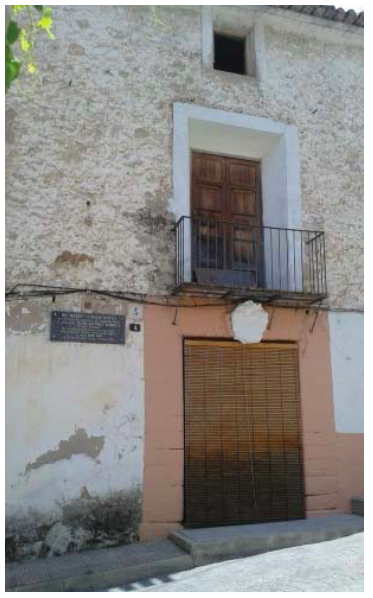
Casa natal de Juan Andrés en Planes (Alicante)

Humanista cristiano, es el creador de la Historia universal y comparada de la Literatura (es decir de las Letras y las Ciencias, en concepto dieciochista) mediante la más importante y extensa de sus obras, Dell’Origine, progressi e stato attuale d’ogni letteratura (1.ª ed. italiana, Parma, 1782-1799) - Origen, progresos y estado actual de toda la literatura (Madrid, 1784-1806, incompleta pues no incluyó la parte dedicada a las Ciencias Eclesiásticas), construcción pluridisciplinar de intensa y permanente formulación comparatista. Ha sido recientemente restituida mediante edición crítica completa. Aún resta parte de su obra por editar: existe un Instituto Juan Andrés de Comparatística y Globalización que se ocupa de su edición y estudio, al igual que de otros autores de la Escuela Universalista. 
Andrés, figura intelectual extraordinariamente considerada en la Europa de su tiempo, fue preterido sin embargo, durante gran parte de los siglos XIX y XX, como si de un mero y oscuro erudito se tratase. Ello por varias y muy diferentes razones, tanto circunstanciales y fortuitas como sectarias e interesadas. Es de notar que fue tratado por Menéndez Pelayo, sobre todo en la Historia de las Ideas Estéticas en España y en sus Estudios y discursos de Crítica histórica y literaria. Andrés, formado en la antigua Universidad de Gandía, profesor de Retórica y joven exiliado forzoso en Italia como jesuita expulso (1767), afincado primeramente en Ferrara, acogido después por el Marqués Bianchi en su Palacio de Mantua (legado patrimonial del cual sólo se conserva el magno edificio), disfrutó junto a la familia de este, de más de veinte años de feliz y laboriosa estancia, hasta la llegada del ejército napoleónico. Estos veinte años le permitieron construir la mayor parte de su obra y establecer una de las bases fundamentales de la Comparatística.

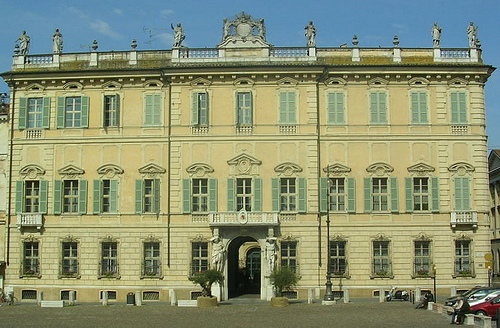
Mantua, Palacio Bianchi

Andrés intervino de manera inteligente y constructiva en la llamada "polémica hispano-italiana", aportando criterios eficientes al tiempo que mesura, frente a las airadas reacciones del Padre Llampillas y otros españoles suscitadas por el diagnóstico de Tiraboschi y Saverio Bettinelli sobre la responsabilidad de los escritores españoles en la corrupción del gusto. Por otra parte, es autor, entre otras muchas investigaciones científicas y literarias, de una extensa obra ensayística de género epistolar y tradición humanística: Cartas familiares (Viaje de Italia) (Madrid y Valencia, 1786-1800), la obra de lengua española más importante en su género y una de las principales europeas, constituida como libro de viaje italiano pero sobre todo mediante itinerario científico y artístico, particularmente bibliográfico, a la vez que muestra de una activa comunidad científica.
El pensamiento universalista de Andrés, afincado en una madura y tardía Ilustración neoclásica y empirista, responde a su vez a una sólida tradición hispano-italiana en parte fuertemente identificable con la de algunos de sus principales compañeros jesuitas víctimas de la expulsión, eminentemente Lorenzo Hervás, constructor de la lingüística universal y comparada, y el gran teórico de la música y comparatista Antonio Eximeno, junto a quienes define el núcleo de la nutrida "Escuela Universalista Española del siglo XVIII". La dimensión de esta Escuela alcanza con gran relieve varias ramas disciplinares, así bibliográfica (Raimundo Diosdado Caballero), científica, musicológica (Antonio Eximeno, Vicente Requeno), botánica (Pedro Franco Dávila, Antonio José Cavanilles) y naturalista en amplio sentido (José Celestino Mutis y sus discípulos de Nueva Granada), que en lo relativo a América se extiende a otras latitudes, como el actual Chile (Juan Ignacio Molina, Joaquín Camaño,) y muy notablemente a México (Francisco Javier Clavijero, Pedro José Márquez...), e incluso Filipinas (Juan de la Concepción, Manuel Blanco Ramos, precedidos por Pedro Murillo Velarde). Por otra parte, cabe decir que Andrés amplifica la línea representada por Ignacio de Luzán, Ludovico Antonio Muratori y avanzadamente acoge al pionero y genial Giambattista Vico.

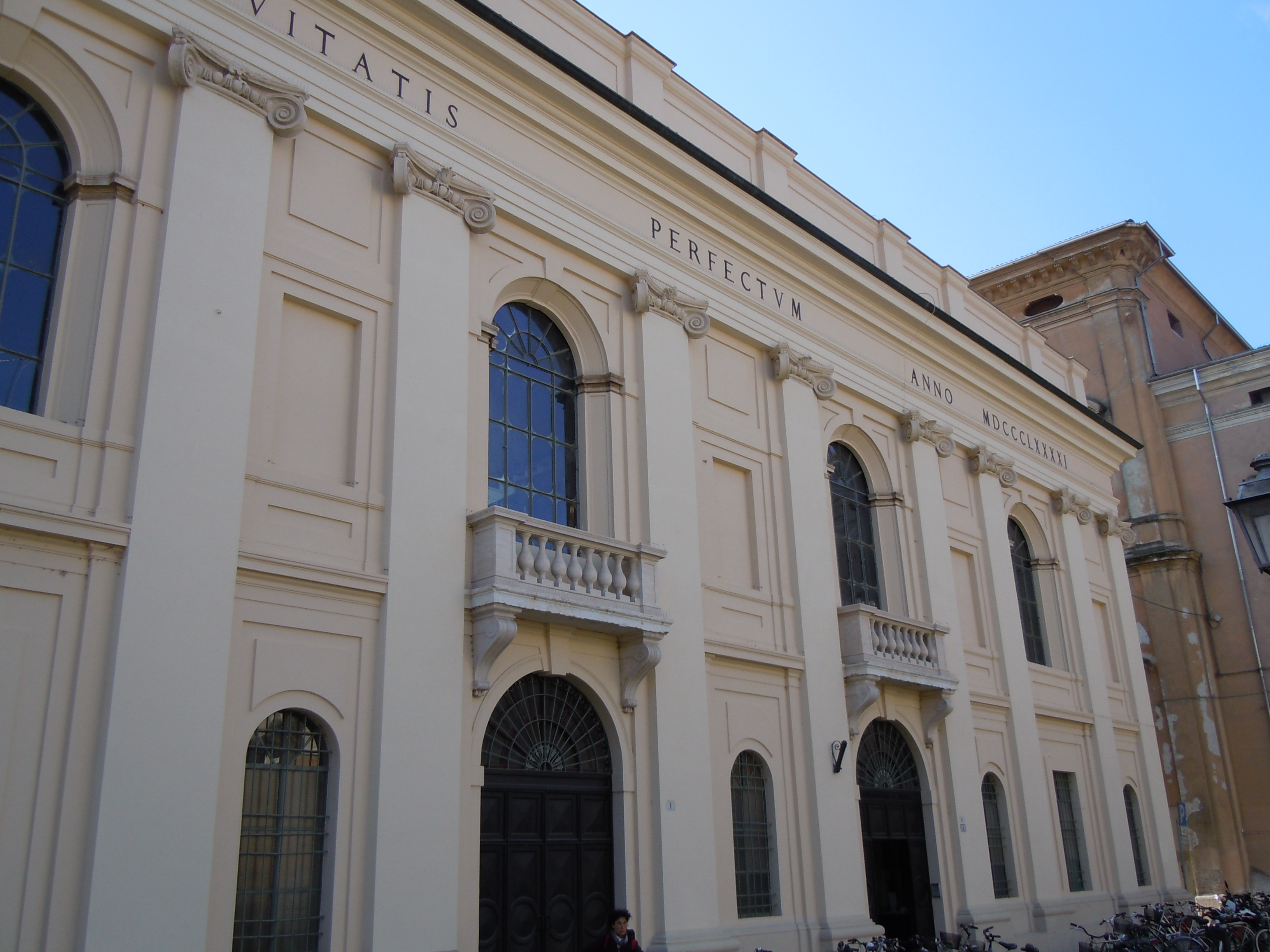
Palacio de la Academia de Mantua

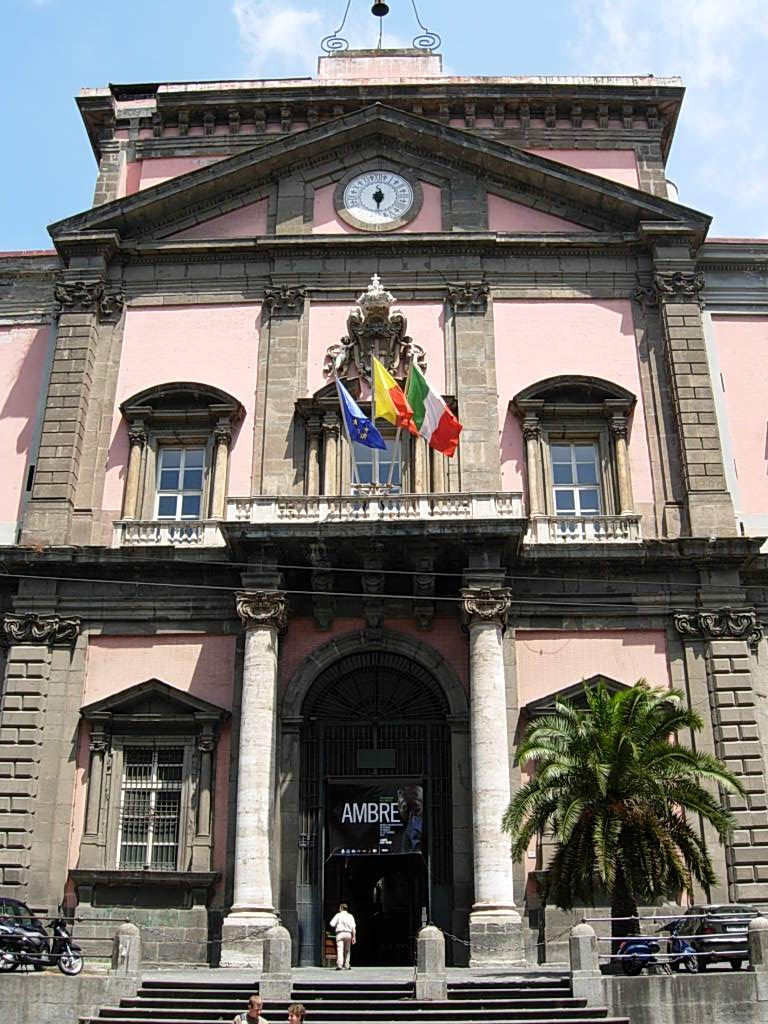
Museo Arqueológico Nacional de Nápoles, antigua sede de la Real Biblioteca Borbónica

La Escuela Universalista define el segundo gran movimiento intelectual hispánico tras la ingente Escuela de Salamanca.
El pensamiento de Andrés, expresado por primera vez en el Prospectus Philosophiae Universae (1773) a modo de primer programa epistemológico, despliega junto a los otros miembros de su Escuela una elaboración que aunando empirismo y humanismo conduce a la creación de una Ilustración universalista característicamente española o hispánica que en nuestro tiempo adquiere un penetrante y renovado sentido a propósito del proceso actual de globalización.
Tras las primeras vicisitudes napoleónicas, que comenzaron con la huida apresurada de Mantua, Andrés desempeña su último periodo de actividad profesional mediante varios cargos en Nápoles, hasta Prefecto de la Biblioteca Real (edificio actual del gran Museo Arqueológico), cargo en el que luchó denodadamente contra la corrupción y el expolio y en el cual, durante los diferentes gobiernos, fue confirmado sucesivamente. En la ciudad partenopea ejerció una extraordinaria labor bibliográfica al tiempo que fue crecientemente objeto de insidias. Finalmente, con la vista perdida y ya casi al término de sus días, se retira a morir en Roma al amparo de su congregación religiosa.
En 1997 se vuelve a publicar, en Madrid, el primer y más importante volumen (dado el sentido programático del mismo y el carácter crítico de la nueva edición) de su principal obra, edición promovida por el "Grupo de Investigación Humanismo-Europa", y conclusa en 2002. Este Grupo de Investigación se vincula, mediante "Biblioteca HUMANISMOEUROPA" al "Instituto Juan Andrés de Comparatística y Globalización".
En 2017, el cumplimiento del bicentenario de la muerte de Juan Andrés dio lugar a diversos estudios y ediciones de sus obras, actividades académicas de reconocimiento científico del autor y, en general, de la Escuela Universalista Española del siglo XVIII.

## Obras

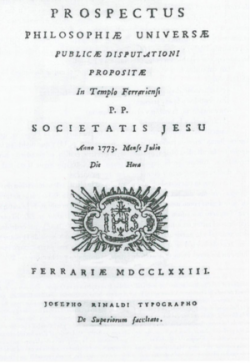
Portada de Prospectus Philosophiae Universae (1773)

- Prospectus Philosophiae Universae Publicae disputationi propositae in Templo Ferrariensi P. P. Societatis Jesu Anno 1773..., Ferrara, Josepho Rinaldi Typographo, 1773.
- Problema ab Academia Mantuana propositum ad annum MDCCLXXIV... Dissertatio Joannis Andres Hispani ab eadam Academia secundo loco probata, Mantua, Typis Haeredis Alberti Pazzoni, 1775.
- Saggio della filosofia del Galileo, Mantua, Erede di Alberto Pazzoni, 1776.
- Lettera dell’Abate D. Giovanni Andres al Sig. Comendatore Fra Gaetano Valenti Gonzaga Cavaliere dell’Inclita Religione di Malta sopra una pretesa cagione del corrompimento del gusto italiano nel secolo XVII, Cremona, Lorenzo Massini e Comp., 1776. (Carta del Abate D. Juan Andrés al Señor Comendador Frey Cayetano Valenti Gonzaga, Caballero de la Ínclita Religión de Malta sobre una pretendida causa de la corrupción del gusto italiano en el siglo XVII. Trad. de F. Borrul y Vilanova, Madrid, Antonio de Sancha, 1780).
- Lettera dell'Abate D. Giovanni Andres al Signor Conte Alessandro Murari Bra sopra il rovescio d’un medaglione del Museo Bianchini, non intenso dal Marchese Maffei, Mantua, Erede di Alberto Pazzoni, 1778. (Carta del Abate D. Juan Andrés, socio de la Real Academia de las Ciencias i Letras de Mantua, al Señor Conde Alexandro Muraribra, a cerca del reverso de un medallón del Museo Bianchini, que no entendió el Marqués Maffei. Trad. de F. Borrul y Vilanova, Madrid, Antonio de Sancha, 1782).
- «Lettera sopra una dimostrazione del Galileo», en Raccolta di Opuscoli Scientifici e Letterari [Ferrara, Giuseppe Rinaldi], I, 1779. (Lettera dell’Abate D. Giovanni Andres al nobil uomo Sig. Marchese Gregorio Filip. Mar.ia Casali Bentivoglio Paleotti, Senatore di Bologna cet. cet., estratta dal Primo Tomo degli Opuscoli Scientifici e Letterari di Ferrara, sopra una dimostrazione del Galileo. Ferrara, Giuseppe Rinaldi, 1779).
- «Dissertazione sopra le cagioni della scarsezza de’ progressi delle scienze in questo tempo, recitata nella Real Accademia di Scienze e Belle Lettere di Mantova», en Raccolta di Opuscoli Scientifici e Letterari (Ferrara), II (1779). (Dissertazione del Sig. Abbate D. Giovanni Andres sopra le cagioni della scarsezza de’ progressi delle scienze in questo tempo, recitata..., estratta dal Secondo Tomo degli Opuscoli Scientifici di Ferrara. Ferrara, Giuseppe Rinaldi, 1779). (Disertación sobre las causas de los pocos progresos que hacen las ciencias en estos tiempos. Trad. de Carlos Andrés, Madrid, Imprenta Real, 1783 y reedición).
- Dell’origine, progressi e stato attuale d’ogni letteratura, Parma, Stamperia Reale, 1782-1799, 7 vols. +1 de Addenda (Parma, Tipografía Ducale Bodoni, 1822). Edición revisada y ampliada por el Autor: Dell’origine, progressi e stato attuale di ogni letteratura, Roma, 1808-1817, 8 tomos en 9 vols. (Origen, progresos y estado actual de toda la literatura. Trad. de Carlos Andrés, Madrid, Antonio de Sancha, 1784-1806. Histoire générale des sciences et de la littérature depuis les temps antérieurs à l'histoire grecque jusqu’à nos jours. Trad. de J.E. Ortolani, París, Imprimerie Impériale, 1805 [sólo vol. I]). Además, seis ediciones italianas de los siglos XVIII y XIX más cinco compendios.

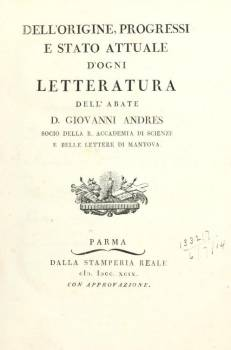
Portada del primer volumen de la edición italiana de Dell'Origine (1782)

- EDICIÓN CRÍTICA Y COMPLETA: Origen, progresos y estado actual de toda la literatura, Trad. de Carlos Andrés (vols. I-V) y de Santiago Navarro Pastor (vol. VI), dir. por Pedro Aullón de Haro, eds. J. García Gabaldón, S. Navarro Pastor, C. Valcárcel, I: Estudio Preliminar, Historia de toda la Literatura, II: Poesía, III: Elocuencia, Historia, Gramática, IV: Ciencias Naturales, V: Ciencias Naturales, VI: Ciencias Eclesiásticas, Addenda, Onomástica, Madrid, Verbum-Biblioteca Valenciana (Col. Verbum Mayor), 1997-2002, 6 vols.
- «Giudizio sulle opere del Metastasio», en Opere del Sig. Abate Pietro Metastasio con dissertazioni e osservazioni, Niza, Società Tipografica, 1783.
- Cartas familiares del abate D. Juan Andrés a su hermano D. Carlos Andrés, dándole noticia del viage que hizo a varias ciudades de Italia en el año 1785, publicadas por el mismo D. Carlos, Madrid, Antonio de Sancha, 1786, Tomos I-II, y reediciones (Versión italiana de caps. de T. II dedicados a Nápoles: Gl'incanti di Partenope. Trad. de Carla Cirillo, ed. Vincenzo Trombetta, Nápoles, Alfredo Guida Editore [«Ritratti di città» 17], 1997).
- Cartas familiares del abate D. Juan Andrés a su hermano D. Carlos Andrés, dándole noticia del viage que hizo a Venecia y otras ciudades de aquella República en el año 1788, publicadas por el mismo D. Carlos, Madrid, Imprenta de Sancha, 1790, Tomo III. (Don Juan Andres Reise durch verschiedene Städte Italiens in den Jahren 1785 und 1788 in vertrauten Briefen an seinen Bruder Don Carlos Andres. Trad. de E. A. Schmid, Weimar, Industrie-Comptoir, 1792, 2 vols.. [Traducción de I-III de Cartas familiares.] Versión italiana de fragmento de T. III: Brano di lettera dell’Abate Giovanni Andres sopra la città di Vicenza. Trad. de Francesco Testa, Treviso, Francesco Andreola Tipografo, 1825).
- Cartas familiares del abate D. Juan Andrés a su hermano D. Carlos Andrés, dándole noticia del viage que hizo a varias ciudades de Italia en el año 1791, publicadas por el mismo D. Carlos, Madrid, Imprenta de Sancha, 1793, Tomos IV-V.
- Cartas del abate D. Juan Andrés a su hermano Don Carlos Andrés, en que le comunica varias noticias literarias, Valencia, Joseph de Orga, 1800.
- EDICIÓN CRÍTICA Y COMPLETA: Cartas familiares (Viaje de Italia), dir. por P. Aullón de Haro, ed. I. Arbillaga y C. Valcárcel, Madrid, Verbum-Biblioteca Valenciana (Col. Verbum Mayor), 2004, 2 vols.
- «Lettera sopra la musica degli Arabi», en Giambatista Toderini, Letteratura Turchesca, Venecia, Giacomo Storti, 1787.
- Dissertazione sull’episodio degli amori d’Enea e Didone introdotto da Virgilio nell’Eneide, Cesena, Eredi Biasini all'Insegna di Pallade, 1788. (Disertación en defensa del episodio de Virgilio sobre los amores de Eneas y de Dido. Trad. de Carlos Andrés, Madrid, Antonio de Sancha, 1788).
- Dell’origine e delle vicende dell’arte d’insegnar a parlar ai sordi e muti, Viena, Ignazio Alberti, 1793, y reediciones. (Carta del Abate Don Juan Andrés sobre el origen y vicisitudes del arte de enseñar a hablar a los mudos sordos. Trad. de Carlos Andrés, Madrid, Imprenta de Sancha, 1794).
- Carta del abate D. Juan Andrés a su hermano D. Carlos, dándole noticia de la literatura de Viena, Madrid, Imprenta de Sancha, 1794. (Lettera dell’Abate Andres sulla letteratura di Vienna. Trad. de L. Brera, Viena, Patzowsky, 1795. Sendschreiben des Abate Andres über das Litteraturwesen in Wien. Trad. J. Richter, Viena, Patzowsky, 1795).
- Catalogo de’ codici manoscritti della famiglia Capilupi di Mantova, Mantua, Società all’Apollo, 1797. (Compendio en Noticia de un Catálogo de los manuscritos de Casa el Marqués Capilupi de Mantua, compuesto por D. Juan Andrés, a la cual acompaña una carta del mismo autor a su hermano Don Carlos Andrés, en que manifiesta la utilidad de semejantes catálogos. Valencia, Joseph de Orga, 1799, y reed).
- Lettera dell’Abate Giovanni Andres al Sig. Abate Giacomo Morelli sopra alcuni codici delle biblioteche capitolari di Novara e di Vercelli, Parma, Stamperia Reale, 1802.

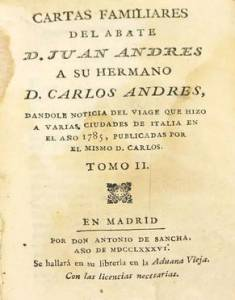
Portada del tomo II de las Cartas familiares

- Antonii Augustini Archiepiscopi Tarraconiensis Epistolae Latinae et Italicae, nunc primum editae a Joanne Andresio. Parma, Typis A. Mussii, 1804 y reedición Zúrich, 1847.
- «Della Letteratura Spagnuola; lettera del Ch. Signor Ab. Giovanni Andres al Compilatore dell’Ape», en L'Ape, Florencia, 1804.
- Anécdota graeca et latina ex mss. codicibus Bibliotheca Regiae Neapolitanae deprompta. Vol. I: Prodromus, Nápoles, Regia Typographia, 1816.
- «De’ commentari d’Eustazio sopra Omero, e de’ traduttori di essi», en Memorie della Regale Accademia Ercolanese di Archeologia [Nápoles, Stamperia Reale], I, 1822.
- «Illustrazione di una carta geografica del 1455. E delle notizie che in quel tempo aveansi dell’Antillia», en Memorie della Regale Accademia Ercolanese di Archeologia [Nápoles, Stamperia Reale], I, 1822.
- «Vita del Duca di Parma D. Ferdinando I di Borbone, scritta dal P. Andres in lingua spagnola». En La Scienza e la Fede [Nápoles], V, Vol. X, 1845 (Vita di D. Ferdinando I. di Borbone Duca di Parma Piacenza e Guastalla. Nápoles, 1845, y otras ediciones).
- Nápoles, ed. de P. Aullón de Haro, Madrid, Casimiro, 2016.[16]
- Napoli, ed., trad. e introd. di P. Aullón de Haro e D. Mombelli, Madrid, Casimiro libri, 2017.
- Historia de la teoría de la Música, ed. de Alberto Hernández Mateos, Madrid, Casimiro, 2017.
- Histoire de la théorie de la musique, éd. de Alberto Hernández Mateos, trad. Evelyne Tocut, Madrid-París, Casimiro livres, 2018.
- Furia. Disertación sobre una inscripción romana, ed. de P. Aullón de Haro y D. Mombelli, Madrid, Instituto Juan Andrés, 2017.[17]
- La figura de la Tierra, ed. de C. Casalini y D. Mombelli, Madrid, Casimiro, 2017.
- Estudios Humanísticos, ed. de P. Aullón de Haro, E. Crespo, J. García Gabaldón, D. Mombelli, F.J. Bran, Madrid, Verbum (Col. Verbum Mayor), Madrid, 2017.
- La Literatura Española del siglo XVIII, ed. de D. Mombelli, Madrid, Instituto Juan Andrés, 2017.[18]
- Estudios Científicos, ed. de P. Aullón de Haro y D. Mombelli, Madrid, Verbum (Col. Verbum Mayor), 2019.
- La Biblioteca Real de Nápoles. Los expolios y la fuerza de la memoria, estudio y ed. de P. Aullón de Haro, F.J. Bran y D. Mombelli, Madrid, Instituto Juan Andrés, 2020.

[Bibliografía extractada, salvo las fichas últimas, de fecha posterior, de P. Aullón de Haro, S. Navarro Pastor y J. García Gabaldón (eds.), Juan Andrés y la teoría comparatista, Valencia, Biblioteca Valenciana, 2002. Para una Bibliografía más desarrollada, puede verse D. Mombelli, "Ensayo de Bibliografía 
crítica de la Escuela Universalista Española", en P. Aullón de Haro y J. García Gabaldón (eds.), Juan Andrés y la Escuela Universalista Española, 
Madrid, Ediciones Complutense, 2017, pp. 241-337]

## Reconocimiento

### Bicentenario 2017: "Año Juan Andrés"
Con motivo de 2017, fecha en que cumple el bicentenario de la muerte de Juan Andrés, éste y la Escuela Universalista Española han sido objeto de una gran exposición bibliográfica en la "Biblioteca Histórica Marqués de Valdecilla" de la Universidad Complutense de Madrid, realizada en colaboración con la AECID, así como la publicación de una serie de obras conmemorativas que se suman a otras anteriores ya existentes.
El "Instituto Juan Andrés de Comparatística y Globalización" es coordinador de las conmemoraciones del denominado "Año Juan Andrés", que tras diversas actividades académicas, el nombramiento a título póstumo de Hijo Predilecto por su villa natal de Planes, la otorgación del VIII Premio Juan Andrés de Ensayo e Investigación en Ciencias Humanas de la anualidad correspondiente, y el Congreso de la Accademia de Mantua
concluyeron en enero de 2018 mediante una exposición y congreso en la "Biblioteca Nazionale di Napoli", institución cuya prefectura fue último destino profesional de Juan Andrés,

### Obras conmemorativas

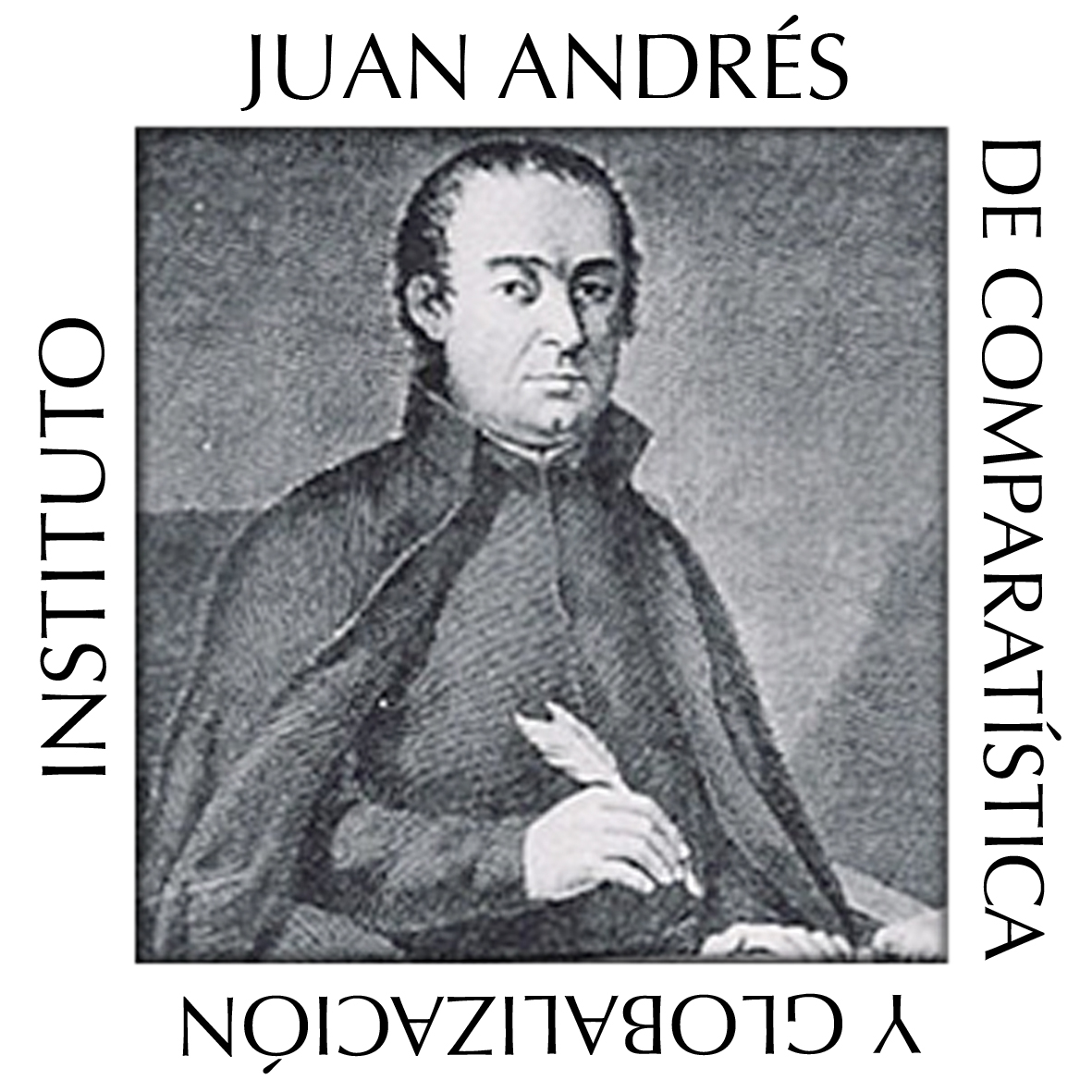

- Juan Andrés y la Escuela Universalista, P. Aullón de Haro y F.M. Pérez Herranz (eds.), volumen monográfico de Eikasia. Revista de Filosofía, 81 (2018).

Consta de una Introducción de los editores y diecinueve estudios monográficos sobre la obra de Andrés y otros autores de la Escuela (Hervás, Clavijero, Camaño, Requeno, Pintado, Eximeno....) o bien relacionables con esta (Jovellanos, Alexander von Humboldt). El volumen está disponible en la red
- Juan Andrés y la Escuela Universalista Española, P. Aullón de Haro y J. García Gabaldón (eds.), Madrid, Ediciones Complutense, 2017.

Contiene extensa documentación, estudios y bibliografía con motivo de la Exposición del mismo nombre celebrada en la Biblioteca Histórica de la Universidad Complutense de Madrid, enero-junio de 2017.
- Furia. Disertación sobre una inscripción romana, P. Aullón de Haro y Davide Mombelli (eds.), Madrid, Instituto Juan Andrés de Comparatística y Globalización, 2017.

Sobre un manuscrito inédito de Juan Andrés. Contiene una reconstrucción sintética de parte de la actividad hermenéutica y científico-literaria del ideador de la Historia universal y comparada de la literatura. Es asimismo reconstrucción intelectual de la época de Mantua, es decir de la segunda época de Andrés en Italia.
- Nápoles, P. Aullón de Haro (ed.), Madrid, Casimiro, 2016.[28]

Nápoles representa la tercera y última época activa de Juan Andrés en Italia y su último destino profesional, tras la inicial de Ferrara, que tuvo como resultado el Prospectus Philosophiae Universae, considerado primer programa epistemológico de la Escuela Universalista, y tras el subsiguiente periodo de Mantua, al que pertenecen las obras mayores del autor. Estas cartas de Nápoles constituyen una reflexión bellísima y previa a su importante y dificultoso trabajo como prefecto de la gran Biblioteca Real (hoy Nacional) de Nápoles, permanentemente sometida al expolio. De Nápoles ya sólo partirá Andrés enfermo y ciego a morir en Roma.
- La Escuela Universalista Española del siglo XVIII, P. Aullón de Haro, Madrid, Sequitur, 2016.[29]

Obra que por primera vez establece de manera definitiva la entidad Escuela Universalista Española, una treintena de autores, más precedentes y consecuentes, que tiene como núcleo las figuras de Andrés, Hervás y Eximeno.
- Historiografía y Teoría de la Historia del Pensamiento, la Literatura y el Arte, "In memoriam Juan Andrés y la Escuela Universalista Española del Siglo XVIII", P. Aullón de Haro (ed.), Madrid, Dykinson, 2015.

Es una extensa obra realizada en equipo por el Grupo de Investigación Humanismo-Europa a fin de diagnosticar y ofrecer caminos de superación a la depauperada historiografía de objeto humanístico establecida en tiempos del estructural-formalismo.
- Metodologías comparatistas y Literatura comparada, “In memoriam Juan Andrés y Lorenzo Hervás”, P. Aullón de Haro (ed.), Madrid, Dykinson, 2012.[30]

La Comparatística configura una gama metodológica técnicamente constituida por Dionisio de Halicarnaso y sostenida en la cultura greco-latina del parangón y el esquema progresivo Escaligero-Daniel Georg Morhof-Juan Andrés que alcanza en este último la constitución historiográfica de la literatura universal y comparada.
- Teoría del Humanismo, “In memoriam Juan Andrés”, P. Aullón de Haro (ed.), Madrid, Verbum (Col. Verbum Mayor), 2010, 7 vols.[31]

Esta extensa obra realiza por vez primera tanto la reconstrucción como la ideación del humanismo concebido en sentido universal. Significa pues la superación de los límites históricos tradicionales y el establecimiento de la universalidad como globalización y proyecto de reconducción humanística de esta. Es resultado del Grupo de Investigación Humanismo-Europa y fue elaborada por casi un centenar y medio de investigadores de todo el mundo.
- Epistolario, ed. de Livia Brunori, Valencia, Generalitat Valenciana, 2006, 3 vols.

Es recopilación de buena parte de la correspondencia privada de Juan Andrés. Imprescindible para el estudio biográfico del autor e incluso de la vida intelectual de la época.
- Juan Andrés y la teoría comparatista, P. Aullón de Haro, S. Navarro Pastor y J. García Gabaldón (eds.), Valencia, Biblioteca Valenciana, 2002.

Es compilación de Actas del Seminario de la Universidad Internacional Menéndez Pelayo celebrado en la Biblioteca Valenciana-Monasterio San Miguel de los Reyes, dirigido por P. Aullón de Haro en homenaje a Juan Andrés, 2000.
- El abate D. Juan Andrés Morell. Un erudito del siglo XVIII, Adolfo Domínguez Moltó, Alicante, Diputación Provincial, 1978.

Es la primera monografía propiamente dicha sobre la figura de Andrés.

### Premio Juan Andrés de Ensayo e Investigación en Ciencias Humanas
Concepto y programa del Premio

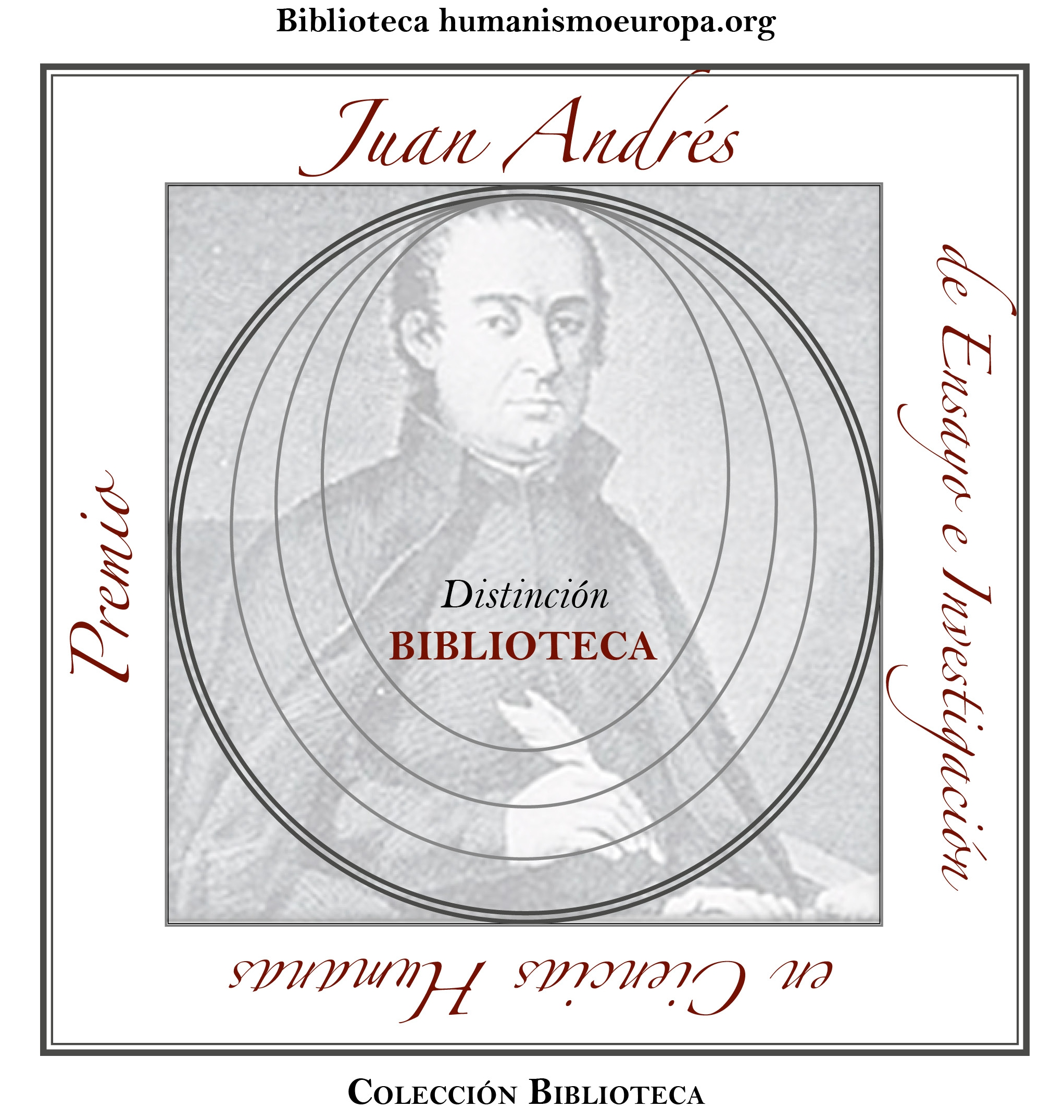

Creado en 2010 y mantenido por el "Grupo de Investigación Humanismo-Europa" y el "Instituto Juan Andrés de Comparatística y Globalización", el "Premio Juan Andrés de Ensayo e Investigación en Ciencias Humanas" se otorga anualmente a un trabajo innovador, bien por su objeto o su método o por sus resultados, en materia humanística. No es un galardón con dotación
económica sino que su otorgación consiste en el reconocimiento intelectual, la publicación de la obra seleccionada y su estudio y difusión académica.
La denominación del premio se sirve de la figura de Juan Andrés, jesuita ilustrado e intelectual humanista español autor de Origen, progresos y estado actual de toda la literatura, obra cumbre de la historiografía europea y primera historia universal
y comparada de las ciencias y las letras, y, en consecuencia, junto al Catálogo de las Lenguas de Lorenzo Hervás, progresión del comparatismo humanístico y fundación de la Comparatística moderna.
El Premio constituye una manifestación académica de homenaje destinada a la
preservación y difusión de la obra y el pensamiento de Juan Andrés y, por extensión, de la "Escuela Universalista Española del siglo XVIII".
Lista de autores y obras premiados
- 2010: Isaac Donoso y Andrea Gallo, por Literatura hispano-filipina actual (Madrid, Verbum, 2011).
- 2011: Javier Portús, por El concepto de Pintura Española. Historia de un problema (Madrid, Verbum, 2012).
- 2012: José Luis Villacañas, por Dificultades con la Ilustración (Madrid, Verbum, 2013).
- 2013: Xabier Pikaza, por Religión y Globalización (Madrid, Verbum, 2014).
- 2014: Miguel Catalán González, por Ética de la verdad y de la mentira (Madrid, Verbum, 2015).
- 2015: Fernando Miguel Pérez Herranz, por Lindos y tornadizos: El Pensamiento Hispano (siglos XV-XVII) (Madrid, Verbum, 2016).[34]
- 2016: Jesús García Gabaldón, por Juan Andrés (1740-1817). Ensayo de una biografía intelectual (Madrid, Verbum, 2017).
- 2017: Javier Pérez Bazo, S. Baulo y R. Cazalbou, por la edición crítica de Juan Andrés, Histoire Générale de Sciences et de la Littérature (Toulouse, Presses Universitaires du Midi, 2018).[35]
- 2018: José Mª Esteve, por Felipe Pedrell, la creación de la moderna musicología española y el Misterio de Elche, Madrid, Instituto Juan Andrés, 2019.
- 2019: Daniel-Henri Pageaux, por De Cervantes a Vargas Llosa. La prosa española entre ficción y mediación, Madrid, Instituto Juan Andrés, 2019.
- 2020: Juan Carrete Parrondo, por Madrid. Vida de la Puerta del Sol, Madrid, Instituto Juan Andrés, 2021.
- 2021: Sebastián Pineda Buitrago, por La Crítica literaria Hispanoamericana (Una introducción histórica), Madrid, Instituto Juan Andrés.
- 2022: Luis Enrique Ramos Guadalupe, por De Meteorología y huracanes: Benito Viñes, un científico español en Cuba, Madrid, Instituto Juan Andrés, 2023.
- 2023: Ignacio Rodes y Enrique Llobet, ex aequo, por La guitarra. Origen y evolución de su técnica y procedimientos (1500-1900), Madrid, Instituto Juan Andrés, 2022; e Idea de la Música, Madrid, Instituto Juan Andrés, 2024.
- 2024 Jesusa Vega, por Francisco de Goya en familia, Madrid, Instituto Juan Andrés (en prensa).

### Distinción Biblioteca
A partir de 2020 el "Premio Juan Andrés" se otorga al tiempo que la denominada Distinción Biblioteca, creada por el Instituto Juan Andrés a fin de contribuir a la difusión intelectual y bibliográfica mediante el Seminario Instituto-Biblioteca.
- 2020: primera entrega de "Distinción Biblioteca" a REDIAL. Y creación del Seminario Instituto-Biblioteca asociado a Ediciones Instituto Juan Andrés, que inicia su nueva colección "Biblioteca" mediante la obra-testamento de Juan Andrés La Biblioteca Real de Nápoles.
- 2021: a Biblioteca Hispánica (AECID). Ello con la encomienda de integrar el Seminario Instituto-Biblioteca y compartir en adelante la otorgación de esta "Distinción".
- 2022: a Editorial VERBUM en conmemoración de los 25 años de su Colección Verbum Mayor de humanismo universal en clave hispánica.
- 2023: a Biblioteca del Ateneo de Madrid, la mayor biblioteca hispánica del siglo XIX, con ocasión del bicentenario de la institución.
- 2024: a Biblioteca de la Real Academia de Bellas Artes de San Fernando, por su dedicación al arte español y a la obra de Francisco de Goya.